# Дъбрава (област Добрич)
 За другите български села с това име вижте Дъбрава.  
Дъбрава е село в Североизточна България. То се намира в община Балчик, област Добрич.

## География
Село Дъбрава се намира в Североизточна България, на 5 km от път II-27 (Добрич – Балчик) и на 21 km от Черно море. Релефът е предимно равнинен с много плодороден чернозем. До селото има 3 гори, една от които е дъбова и на нея е кръстено и самото село – Дъбрава. Населението се състои от българи и роми.

## История
В селото се носи легендата, че селото е създадено от хора, които са бягали от болестта чума и са се заселили на това място, на което се намира днес селото. Старото име на селото е Мешемале.

## Население
Численост на населението според преброяванията през годините:
| \| Година на преброяване \| Численост \| \| --------------------- \| --------- \| \| 1934 \| 427 \| \| 1946 \| 479 \| \| 1956 \| 583 \| \| 1965 \| 497 \| \| 1975 \| 349 \| \| 1985 \| 276 \| \| 1992 \| 228 \| \| 2001 \| 239 \| \| 2011 \| 186 \| \| 2021 \| 102 \| |           |
| Година на преброяване | Численост |
| 1934 | 427       |
| 1946 | 479       |
| 1956 | 583       |
| 1965 | 497       |
| 1975 | 349       |
| 1985 | 276       |
| 1992 | 228       |
| 2001 | 239       |
| 2011 | 186       |
| 2021 | 102       |

### Етнически състав

#### Преброяване на населението през 2011 г.
Численост и дял на етническите групи според преброяването на населението през 2011 г.:
|                     | Численост | Дял (в %) |
| Общо                | 186       | 100.00    |
| Българи             | 86        | 46.23     |
| Турци               | 87        | 46.77     |
| Цигани              | 8         | 4.30      |
| Други               | ?         | ?         |
| Не се самоопределят | ?         | ?         |
| Неотговорили        | 3         | 1.61      |

## Културни и природни забележителности
Селото е много приятно за отдих, а също така и за разходка в неговите прекрасни гори.

## Редовни събития
Денят на селото е 9 май.

## Други
Селото е с добра инфраструктура. В селото има клуб, здравен пункт, автобусна спирка в много добро състояние, бръснарница, парк с детска площадка, футболно игрище и волейболно игрище. Селото може да се похвали вече и с най-новата си придобивка, а именно – с новия си път.
Ледник Дъбрава на Антарктическия полуостров е наименуван на селото.